# Заречье (Михайловский район)
Заречье — посёлок Грязновского сельского поселения Михайловского района Рязанской области России. 

## Общие сведения

### География
Расположен в 107 км (по шоссе) на юго-запад от Рязани.
На востоке от посёлка протекает река Кердь приток Прони, на севере находится д. Волшута, на западе — Нюховецкие выселки.
Высота центра селения над уровнем моря — 147 м.
На 2021 год в Заречье улиц и переулков не числится.

### Транспорт
Посёлок расположен между железнодорожными станциями Катино и Волшута Московской железной дороги участка Ожерелье — Павелец.

### Население
| 2010 |
| ---- |
| 7    |

### Климат
Климат умеренно континентальный, характеризующийся тёплым, но неустойчивым летом, умеренно-суровой и снежной зимой. Ветровой режим формируется под влиянием циркуляционных факторов климата и физико-географических особенностей местности. Атмосферные осадки определяются главным образом циклонической деятельностью и в течение года распределяются неравномерно.
Согласно статистике ближайшего крупного населённого пункта — г. Рязани, средняя температура января −7.0 °C (днём) / −13.7 °C (ночью), июля +24.2 °C (днём) / +13.9 °C (ночью).
Осадков около 553 мм в год, максимум летом.
Вегетационный период около 180 дней.